# Physocoryna expansa
Physocoryna expansa is een keversoort uit de familie bladkevers (Chrysomelidae). De wetenschappelijke naam van de soort werd in 1925 gepubliceerd door Maurice Pic.